# Polka (Vápenná)
Polka (něm. Polke) je vesnice (osada), která je částí obce Vápenná. Nachází se v Rychlebských horách 2 km na jih od Vápenné v údolí Ztraceného potoka.

## Historie
Polka byla založena roku 1775 jako zejména dřevařská a pastevecká osada poblíž Vápenné (Zighartic) na frýdberském panství patřícím vratislavským biskupům. Od počátku obecního zřízení (1850) je částí (osadou) obce Vápenná. Počet jejích obyvatel do roku 1945 stagnoval až klesal, po odsunu Němců byla dosídlena jen z menší části. V roce 1836 zde bylo 36 domů, roku 1930 jich bylo 37, nyní (2001) jen 16. V současnosti je Polka díky malebné poloze především rekreační oblastí. Z hlediska ochrany přírody se nachází v  Evropsky významné lokalitě Rychlebské hory - Sokolský hřbet.

### Vývoj počtu obyvatel
Počet obyvatel Polky podle sčítání nebo jiných úředních záznamů:
| Rok            | 1836 | 1869 | 1880 | 1890 | 1900 | 1910 | 1921 | 1930 | 1950 | 1961 | 1970 | 1980 | 1991 | 2001 |
| -------------- | ---- | ---- | ---- | ---- | ---- | ---- | ---- | ---- | ---- | ---- | ---- | ---- | ---- | ---- |
| Počet obyvatel | 281  | 226  | 235  | 206  | 226  | 202  | 202  | 209  | 45   | 101  | 95   | 33   | 22   | 49   |

1. ↑  z toho: 209 Němců; 208 řím. kat., 1 evang.

V Polce je evidováno 13 adres : 12 čísel popisných (trvalé objekty) a 1 číslo evidenční (dočasné či rekreační objekty). Při sčítání lidu roku 2001 zde bylo napočteno 16 domů, z toho 11 trvale obydlených.

## Zajímavost
Víceméně celá osada leží podél Ztraceného potoka. Tento potok získal svůj název podle toho, že v údolí se vyskytují krasové jevy a jeho voda se ztrácí v několika ponorech do podzemí a zbývající část jeho řečiště až k řece Vidnávce je po většinu roku suchá (viz též fotografie). V údolí se také nachází nepřístupná jeskyně Velký dóm, která je postupně prozkoumávána členy jeskyňářské skupiny Sever z Jeseníku.

## Fotogalerie

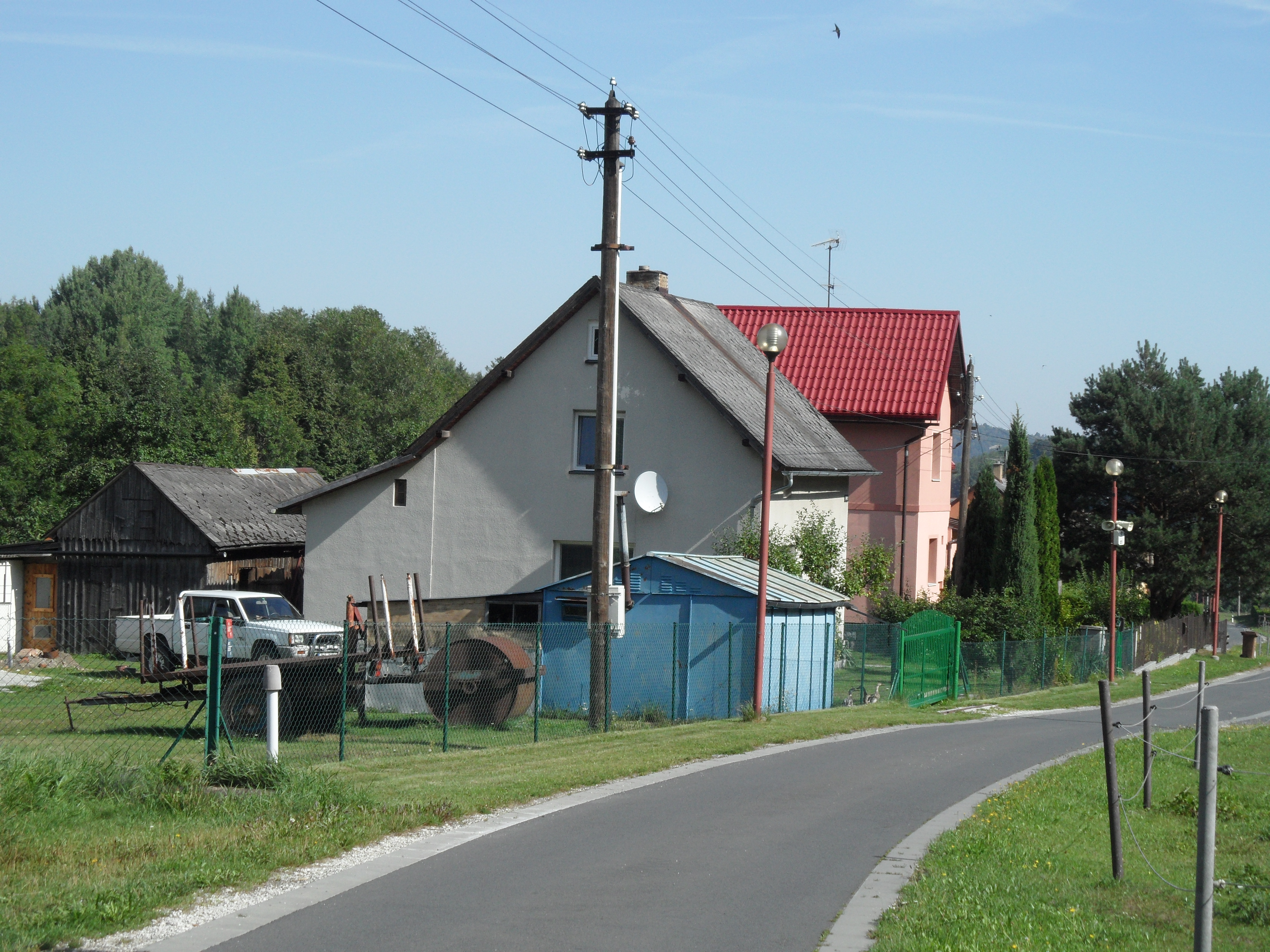
Dům a velmi úzká silnice
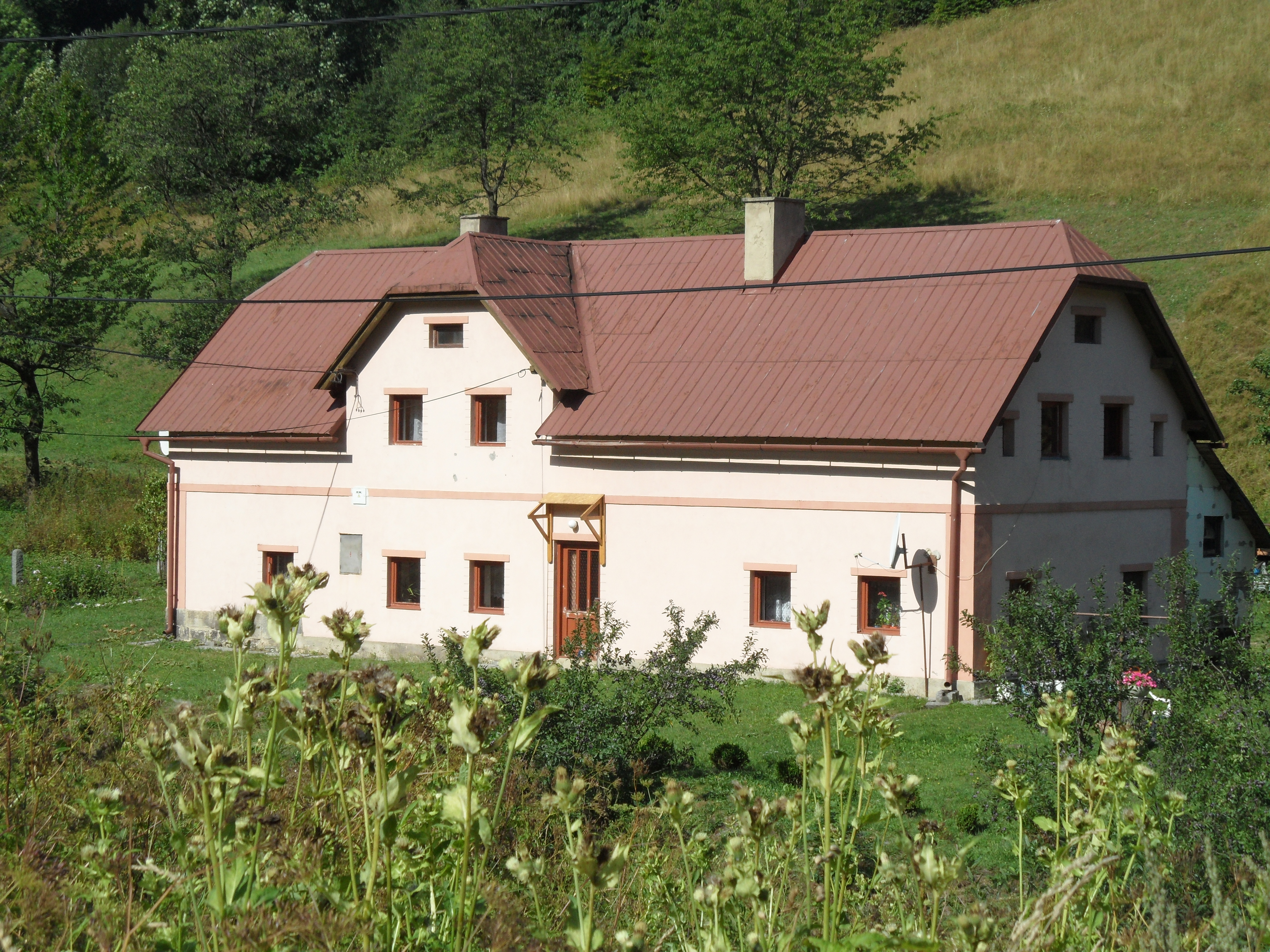
Velký dům
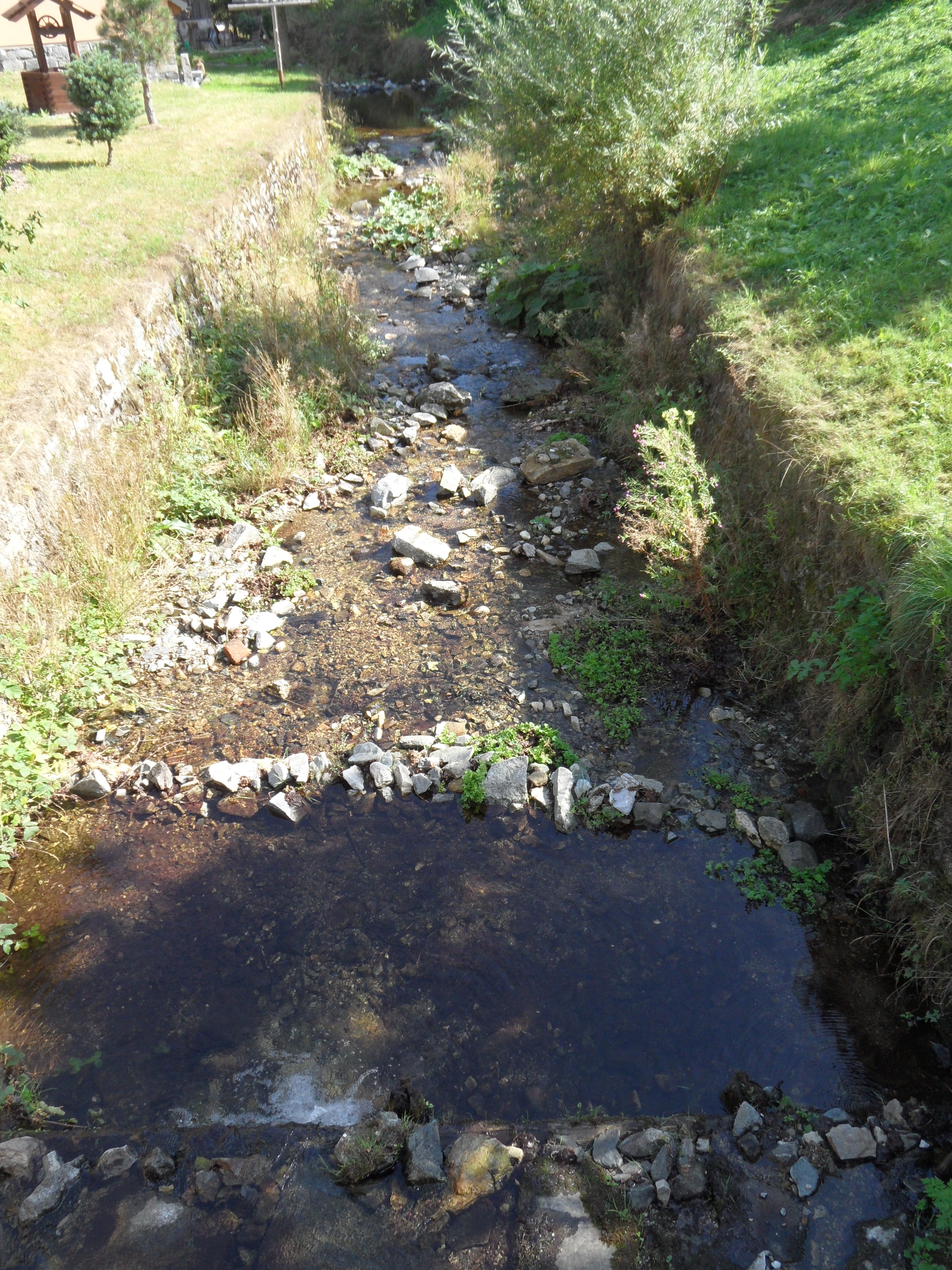
Ztracený potok, ještě s vodou
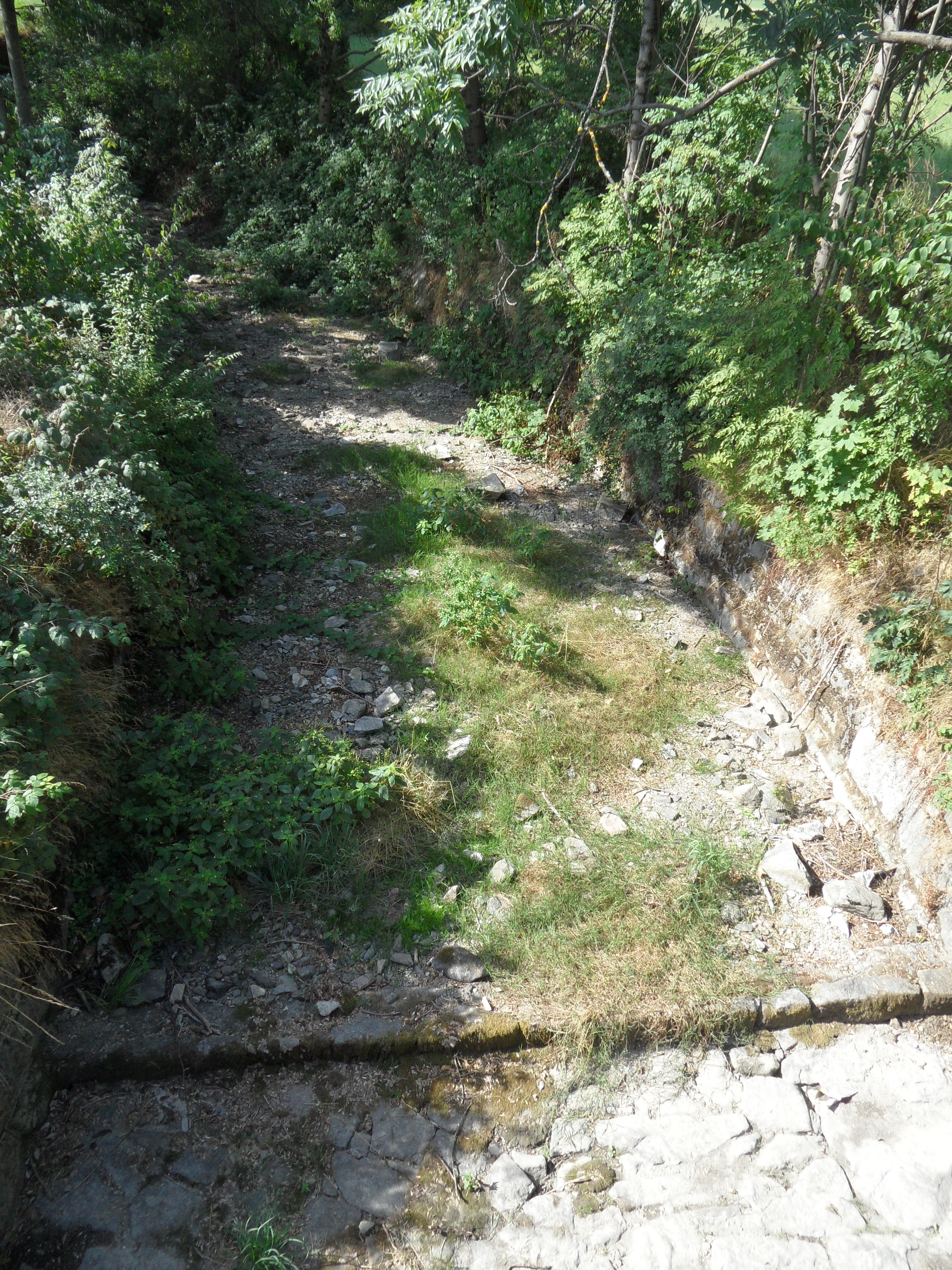
Ztracený potok, úsek bez vody
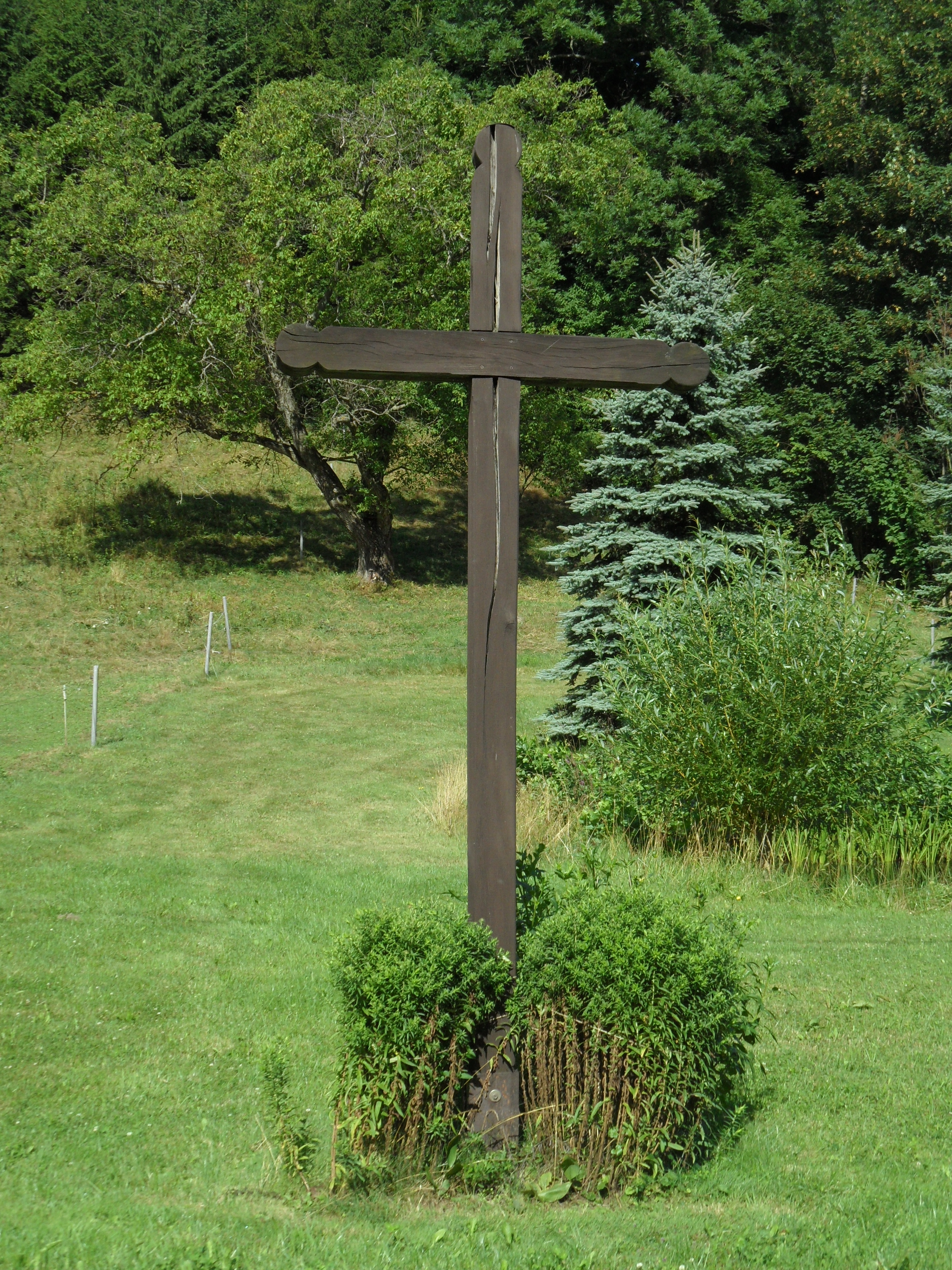
Křížek v obci
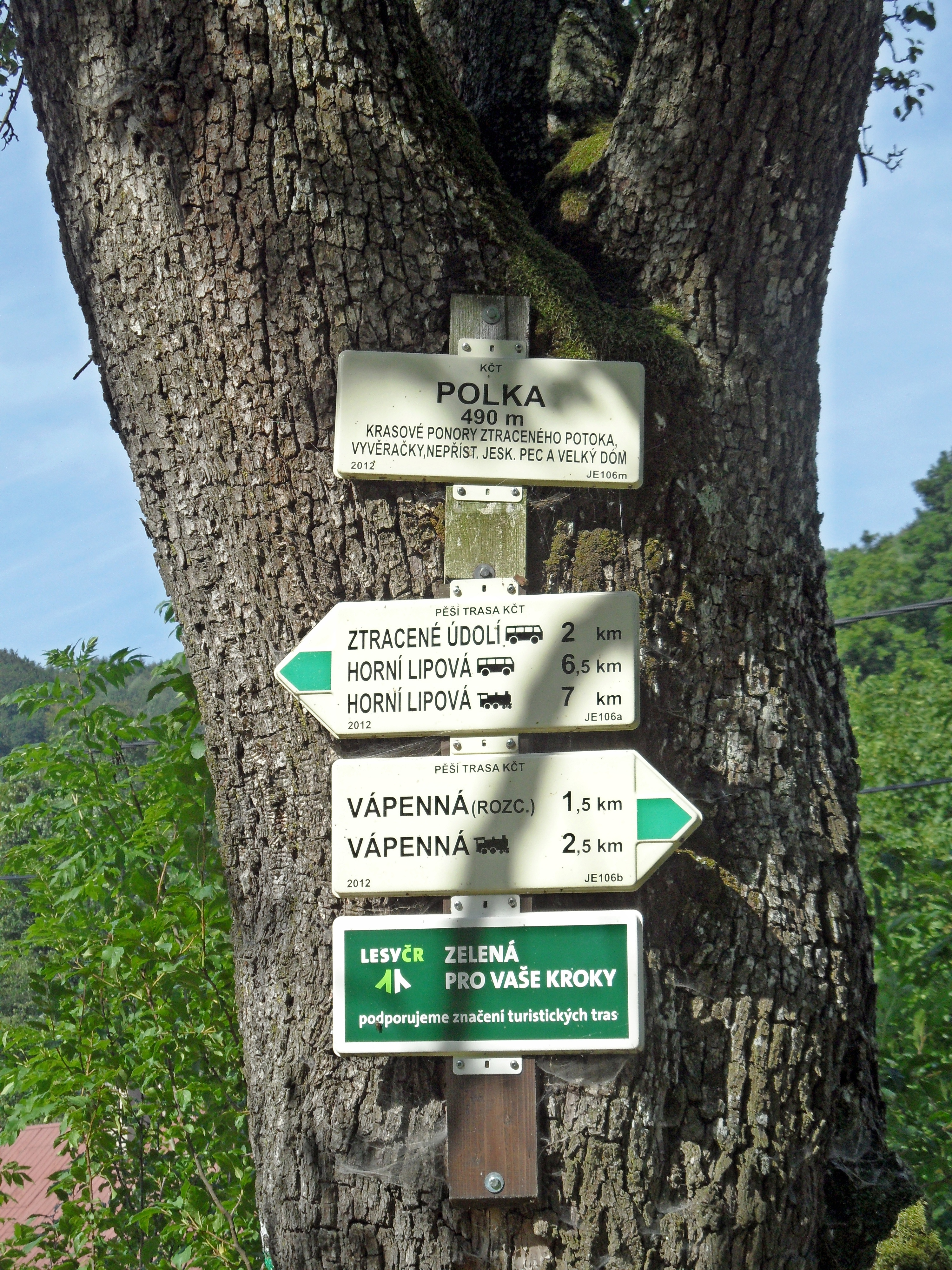
Rozcestník turistických cest